# Circle the Drain
"Circle the Drain" là một bài hát được thu âm bởi nữ ca sĩ người Mỹ Katy Perry, nằm trong album phòng thu thứ ba của cô, Teenage Dream (2010). Bài hát được viết bởi Perry, Christopher "Tricky" Stewart và Monte Neuble. Về mặt ca từ, "Circle the Drain" thẳng thắn tập trung vào chứng nghiện ma túy của người yêu cũ và những căng thẳng mà nó gây ra cho cả hai người. Sau khi phát hành, một số bài báo nhận định rằng nó được lấy cảm hứng từ mối quan hệ cũ của cô với Travie McCoy. Các nhà phê bình đã đưa ra những ý kiến trái chiều về ca khúc, một số người cho rằng Perry đang ở trong một vị trí đạo đức giả. Các nguồn đánh giá khác lại cảm thấy tuyệt khi cảm nhận được một khía cạnh khác của ca sĩ.
Capitol Records đã phát hành ca khúc dưới dạng đĩa đơn quảng bá hai tuần trước khi phát hành album vào ngày 10 tháng 8. Bài hát đạt được những thứ hạng khiêm tốn, với vị trí cao nhất là vị trí thứ 30 trên Canadian Hot 100. Bài hát đồng thứ hạng 30 ở New Zealand và lọt vào Billboard Hot 100 ở vị trí thứ 58. "Circle the Drain" đã được Perry biểu diễn trong chuyến lưu diễn vòng quanh thế giới năm 2011 của cô, California Dreams Tour. Trong chuyến lưu diễn, cô ấy mặc một bộ quần áo dài và sân khấu được trang trí bằng thịt hoạt hình. Những người đánh giá buổi hòa nhạc đã dành cho màn trình diễn của cô những lời nhận xét trái chiều.

## Bảng xếp hạng
| Chart (2010)                    | Peak position |
| ------------------------------- | ------------- |
| Canada (Canadian Hot 100)       | 30            |
| New Zealand (Recorded Music NZ) | 36            |
| Hoa Kỳ Billboard Hot 100        | 58            |